# Patrick Biagioli
Patrick Biagioli (* 1. Juli 1967) ist ein Schweizer Tenorsänger, Schauspieler, Musicaldarsteller und Regisseur.

## Leben
Mehrheitlich in der französischen Schweiz aufgewachsen, erhielt Patrick Biagioli seine Schauspielausbildung bei der Schauspielgemeinschaft Zürich.
Dem Schweizer und dem deutschen Publikum wurde er insbesondere durch seine Interpretation des Roboto im Erfolgsmusical Space Dream bekannt, eine Rolle, in der ihn mehr als 350‘000 Zuschauer erlebten und die ihn nicht nur nach Baden und Winterthur, sondern auch nach Berlin führte.
Internationale Aufmerksamkeit erlangte er erstmals im Jahre 2003 in der Eröffnungsproduktion der Thunerseespiele, wo er vor mehr als 40‘000 Zuschauern die Rolle des Che in Evita verkörperte. Diese Rolle verkörperte er in der Folgezeit unter anderem auch in Liechtenstein.
In den Jahren 2003 und 2004 trat er im grossen Musicaltheater in Basel als Jesus in Jesus Christ Superstar sowie als Steven in der deutschen Erstaufführung des Musicals Dracula an der Seite von Ethan Freeman und Florian Schneider auf.
In der Liechtensteiner Erfolgsproduktion von Dracula spielte der Künstler nicht nur erneut den Steven, sondern fand auch als Regisseur Beachtung. Sein Regiedebüt hatte er bereits im Jahre 2000 in Luzern mit dem Musical BE DE LÜÜT.
Es folgten zahlreiche weitere Hauptrollen in Musicalproduktionen in der Schweiz und in Liechtenstein. So stand er unter anderem in der Titelrolle des Musicals Joseph and the Amazing Technicolor Dreamcoat sowie als Matt in The Fantasticks auf der Bühne.
Auch als Operettensänger hat sich der Tenor einen Namen gemacht. So war er unter anderem bereits als Jan Janicki in Der Bettelstudent, als Armand Brissard in Der Graf von Luxemburg, als Gardefeu in Pariser Leben, als Benozzo in Gasparone, als Fragoletto in Die Banditen, als Adam in Der Vogelhändler, als Josef in Wiener Blut, als Piquillo in La Pericole, als Frederic in Pirates of Penzance oder als Pappacoda in Eine Nacht in Venedig zu erleben.
Patrick Biagioli ist verheiratet und lebt mit seiner Frau und seinem Sohn in Adliswil bei Zürich.

## Weitere Aktivitäten
Neben seiner Tätigkeit als Bühnendarsteller ist Patrick Biagioli auch als Gesangslehrer und Coach für Schauspieler und Musicaldarsteller tätig.
Seit 2006 leitet er die von ihm gegründete SAMTS (StageArt Musical & Theatre School) in Adliswil, eine nebenberufliche professionelle Aus- und Weiterbildungsstätte für Musicaldarsteller und Schauspieler in der Schweiz.

## Engagements
- 2014: Hair als Claude[6]
- 2011: Der Bettelstudent als Jan Janicki[7]
- 2009: Der Graf von Luxemburg als Armand Brissard[8]
- 2009: Pariser Leben als Gardefeu[9]
- 2008: Gasparone als Benozzo[10]
- 2007: Die Banditen als Fragoletto[11]
- 2007: Der Vogelhändler als Adam[12]
- 2006:  Jukebox als Paul[13]
- 2006: Dracula als Steven[14]
- 2006: Wiener Blut als Josef
- 2005: Evita (Musical) als Che[15]
- 2005: La Périchole als Piquillo[16]
- 2004: The Pirates of Penzance als Frederic
- 2004: Evita (Musical) als Che
- 2004: Dracula (Deutsche Uraufführung) als Steven
- 2003: Jesus Christ Superstar als Jesus[17]
- 2003: Evita (Musical) als Che
- 2002–2003: Space Dream als Roboto
- 2002: Jesus Christ Superstar als Jesus
- 2001–2002: Twist of Time als Tom
- 2001–2002 Paulundpaula als Paul
- 1998–2002: Das Herz eines Boxers als Jojo
- 2001: Wiener Blut als Josef
- 2001: Eine Nacht in Venedig als Pappacoda
- 2000: Ganz e feini Familie als Walther
- 2000: The Fantasticks als Matt
- 2000: Joseph and the Amazing Technicolor Dreamcoat als Joseph
- 2000: Be de Lüüt als  Joe
- 2000: Der Zigeunerbaron als Ottokar
- 1995–1999: Space Dream als Roboto
- 1999: Der Bettelstudent als Jan Janicki
- 1998: La Cage aux Folles als Chantal
- 1998: Space Dream als Roboto
- 1996: Der Wunschpunsch als Maurizio
- 1995–1996: Space Dream als Kai
- 1995: Der Menschenfreund als John
- 1994–1995: Aladin und die Wunderlampe als Aladin